# Sarah De Vos
Sarah De Vos (Vilvoorde, 5 maart 1985) is een Belgische figuratieve kunstschilder. Haar werk is een interactie tussen fotografie en schilderkunst. Ze is beïnvloed door de hedendaagse popcultuur met artiesten zoals de Australische zanger Nick Cave. Haar olieverfschilderijen zijn van fotografische kwaliteit met transformatie en reflectie als belangrijkste thema's, opgebouwd volgens de regels van de traditionele schilderkunst. Ze dienen als contrast met de hedendaagse vluchtige afbeeldingen op het beeldscherm.
De Vos woont en werkt in Leuven. Ze is gehuwd en heeft twee kinderen.

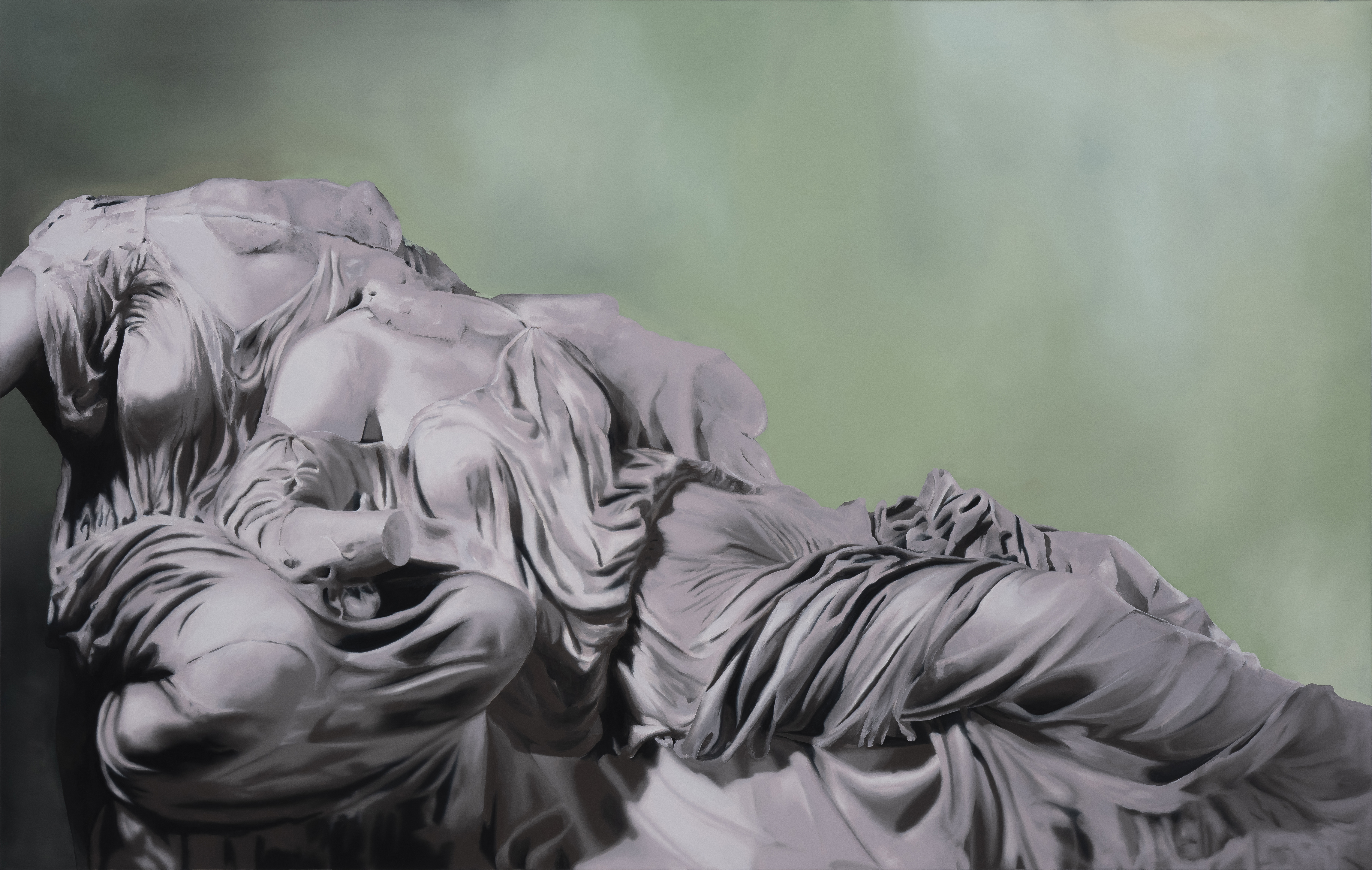
Gods, 2024 olieverf op doek

## Opleiding
Na haar middelbare studies, gecombineerd met buitenschoolse kunstopleidingen, startte De Vos in 2002 met haar studies aan Sint-Lucas in Antwerpen. Ze kreeg er les van Joris Ghekiere. Ze behaalde in 2006 een bachelor en in 2008 een master in de Schilderkunst.

## De kunstcollectie
Tijdens haar master studies schreef De Vos zich in 2008 in voor "De Canvascollectie", een vorm van talentenjacht van de VRT en musea voor hedendaagse kunst. Haar werk "Blue" werd geselecteerd voor de cover van de catalogus van De Canvascollectie. Hiermee liep ze in de kijker en was er een grote vraag naar haar werk. Dit gaf haar ruimte om haar kunst verder te ontwikkelen en een portfolio samen te stellen.

## De Ateliers Amsterdam
Na haar masterdiploma solliciteerde ze met succes voor een postgraduaat in De Ateliers in Amsterdam. Ze kon er van 2009 tot 2011 verblijven in een internationale groep van 20 pas afgestudeerde kunstenaars. Ze had er nauwe contacten met gevestigde kunstenaars zoals Marlene Dumas, die wekelijks het atelier bezocht, Johannes Kahrs (°1965) en de kunstcriticus Dominic van den Boogerd, de toenmalige directeur van De Ateliers.
Ze kreeg een solotentoonstelling in de Nederlandsche Bank, die enkele van haar werken in haar collectie opnam. Samen met haar medestudenten Alex Dordoy, Fritz Bornstück en Patrizio Di Massimo kon ze deelnemen aan een groepstentoonstelling in het Van Gogh Museum.

## Leuven
Na haar studies in Amsterdam keerde De Vos terug naar Leuven en werd ze medeoprichter van de organisatie Batiment A, die voor een aantal kunstenaars gedurende 7 jaar een atelier kon voorzien in een leegstaand gebouw van de Regie der Gebouwen. In 2011 werd ze geselecteerd voor de eerste editie van 'open M'. De groepstentoonstelling 'Staying long enough - Leaving on time' in Museum M in Leuven.
In 2014 werkte ze mee aan Cas-co, een atelier- en residentiewerking, gevestigd aan de Vaartkom in Leuven waar ze sinds 2020 een atelier huurt.

## Tentoonstellingen
Vanaf 2012 werd haar werk regelmatig opgenomen in opgemerkte tentoonstellingen met onder andere een deelname aan WARP in Sint-Niklaas, enkele tentoonstellingen bij Emergent in Veurne en enkele galerijen in Knokke en Antwerpen. In 2019 maakte ze een muurschildering "Silhouet" in de Paul Van Ostaijenlaan in Leuven.
In 2020 kwam ze op de voorgrond met een deelname aan de Biënnale van de schilderkunst in het Museum van Deinze en de Leiestreek (MUDEL) en een deelname aan de Gaverprijs. In 2021 nam ze met "Trauma" deel aan de Triënnale van Brugge en toonde ze opnieuw werk in WARP in Sint-Niklaas. In 2022 had ze een solotentoonstelling ‘Metamorphosis’ in Emergent in Veurne en nam ze deel aan de Triënnale Hedendaagse Kunst Universitair Psychiatrisch Centrum Duffel. In 2022 kon ze haar werken tentoonstellen op de Wunderwall van de Gallery Sofie Van de Velde onder de titel "4 stars out of 5" een verwijzing naar de sociale media waar in recensies sterren uitgedeeld worden.
Vanaf 2023 stond De Vos in de belangstelling met twee solotentoonstellingen in de galerie van Sofie Van de Velde, "Palindroom" in 2023 waarvoor Dominic van den Boogerd de begeleidende tekst maakte en met 'ARK' in 2024. Ze toonde haar werk onder andere ook in de PLUS-ONE Gallery, een groepstentoonstelling op Art Rotterdam en Art Brussels, de "billboard" biënnale "Onboards" in Antwerpen, 10 jaar Emergent in Veurne, de kunstgalerie Madé Van Krimpen in Amsterdam. Een werk van haar werd opgenomen in de prestigieuze benefietveiling van het Museum Dhondt-Dhaenens in Deurle.

## Oeuvre

### Albums

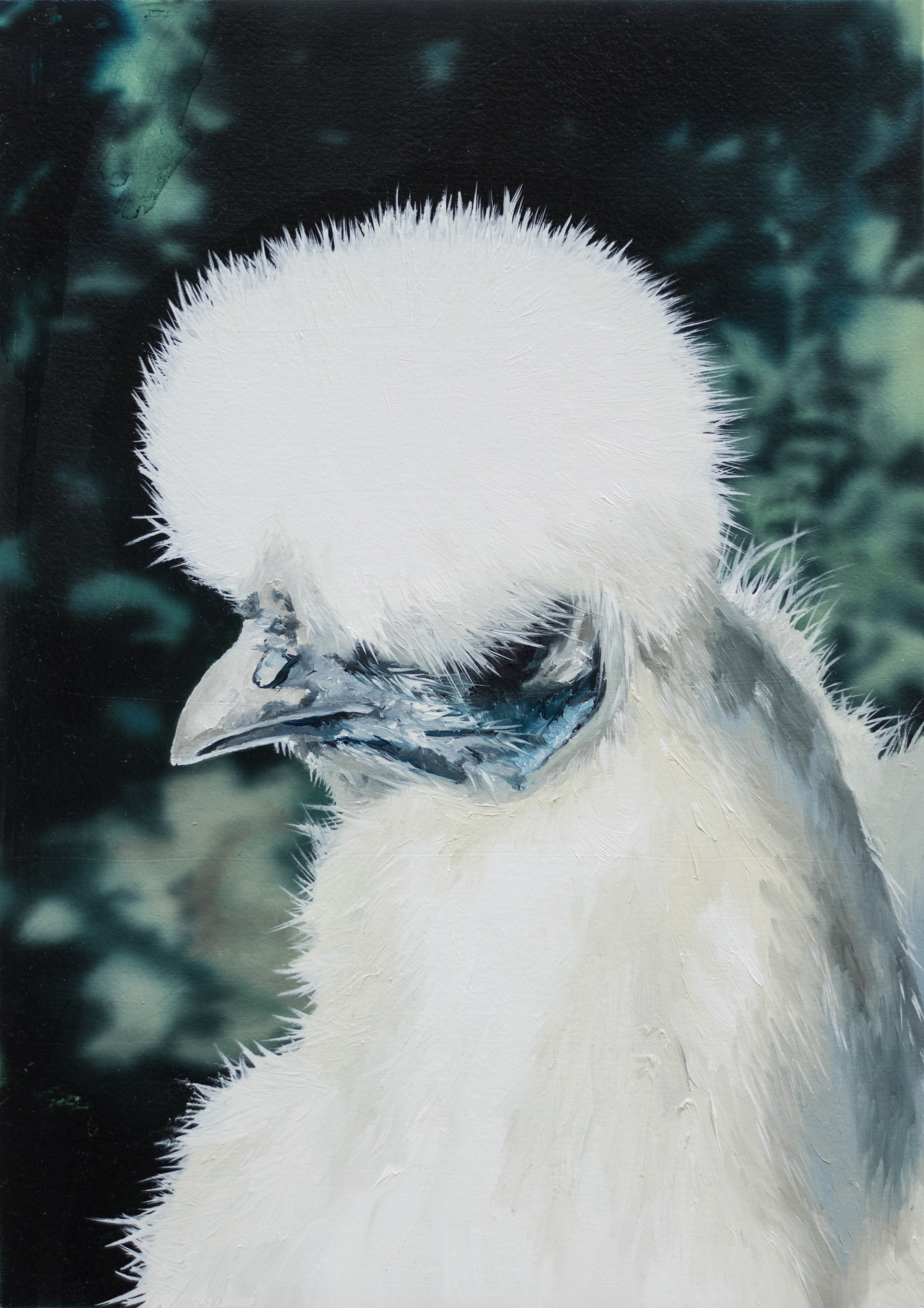
I hope John was wrong, 2021 olieverf op paneel

De Vos maakt haar schilderijen in reeksen. Deze reeksen noemt ze albums, naar analogie met muziekopnames. Zoals de nummers in een conceptalbum zijn de schilderijen in de series met elkaar verbonden met werken die passen in het thema, de stijl en de sfeer van het album en met enkele singles als uitschieters.
Muziek speelt een belangrijke rol in haar kunst, thema's van muzikanten of titels die verwijzen naar muziek komen dikwijls voor.

### Reflectie
De Vos start met foto's die ze zelf maakt of op internet aantreft en vervolgens meestal digitaal bewerkt, voor ze in schilderkunst om te zetten. Dit zijn naast actuele beelden van de wereld van film, mode, levensstijl en muziek, ook afbeeldingen van bloemen, vogels, landschappen, fragmenten uit de kunstgeschiedenis en lichaamsdelen zoals handen en ogen.  Met een spel van verbergen en verhullen wil ze de toeschouwer tot reflectie bewegen over het unieke karakter van een afbeelding. Hiermee wil ze een wisselwerking tussen het kunstwerk, toeschouwer en kunstenaar bereiken.

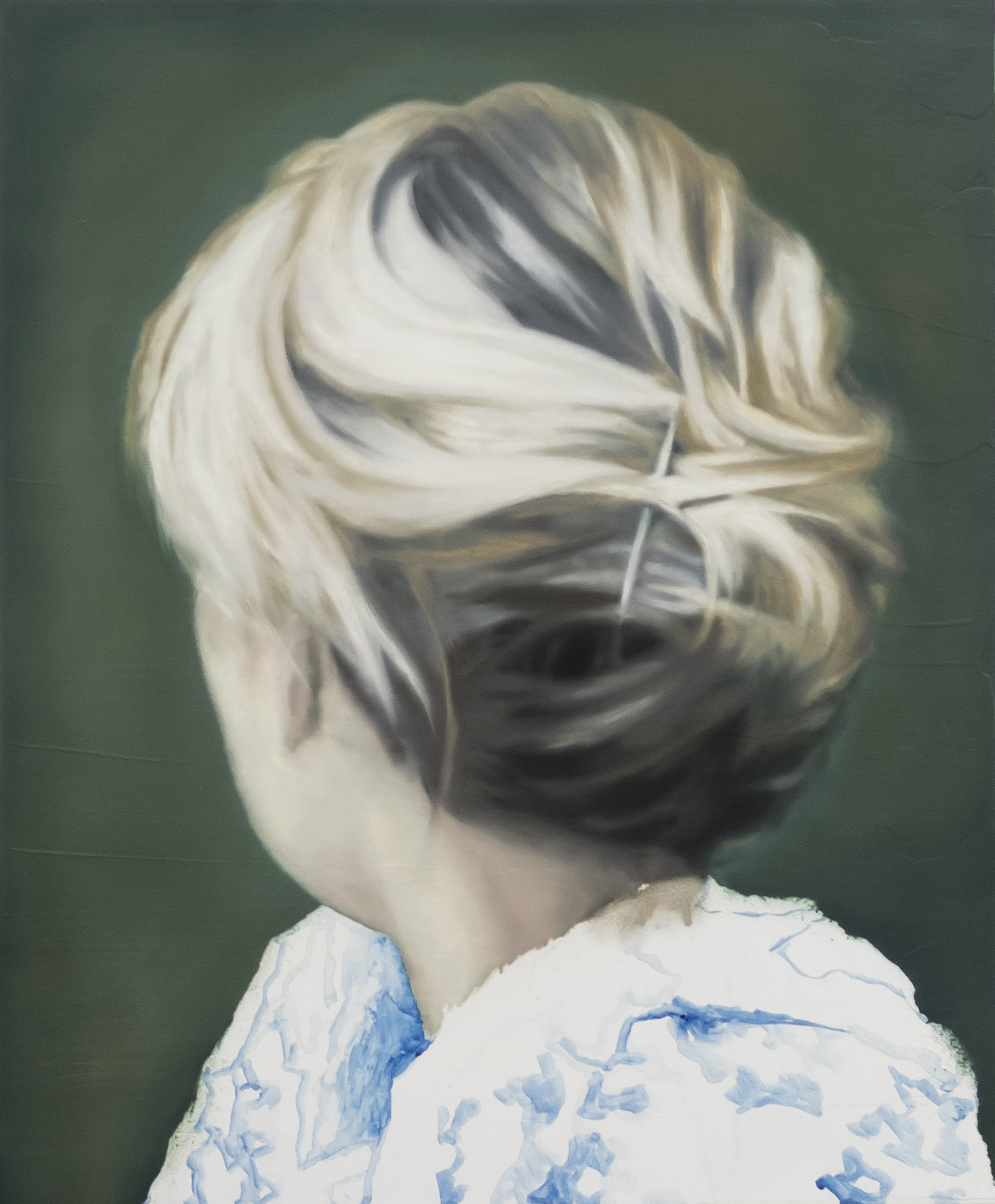
S., 2022 olieverf op paneel

Met een esthetische, verfijnde en sensuele weergave van de realiteit zorgt ze voor een contrast met de vluchtige hedendaagse omgang met afbeeldingen op het beeldscherm. Hiervoor transformeert Sarah De Vos de afbeelding aan de hand van experimenten met techniek en werkmethodes, die ervoor zorgen dat schilderijen van op het eerste zicht een banale foto de toeschouwer in verwarring brengen en hem aanzetten om tijd te nemen om beter te kijken.

### Technieken

#### Fotografische precisie
De schilderijen van De Vos ogen zeer realistisch en zijn dusdanig bewerkt dat het verschil tussen foto en schilderij nauwelijks te zien is. Sarah De Vos focust zich op de schoonheid van de dingen, ze zoekt naar de perfecte balans tussen licht en donker, goed en kwaad en een aangepaste kadrering of uitsnede. Soms vertoont het werk abstracte kenmerken, soms maakt ze een afbeelding van een afbeelding. In het album ‘ARK’ (2024) maakt ze een aantal schilderijen op basis van stilleven en niet op basis van een foto. Dikwijls legt ze een driedimensionale suggestie in haar schilderijen.

#### Epoxy

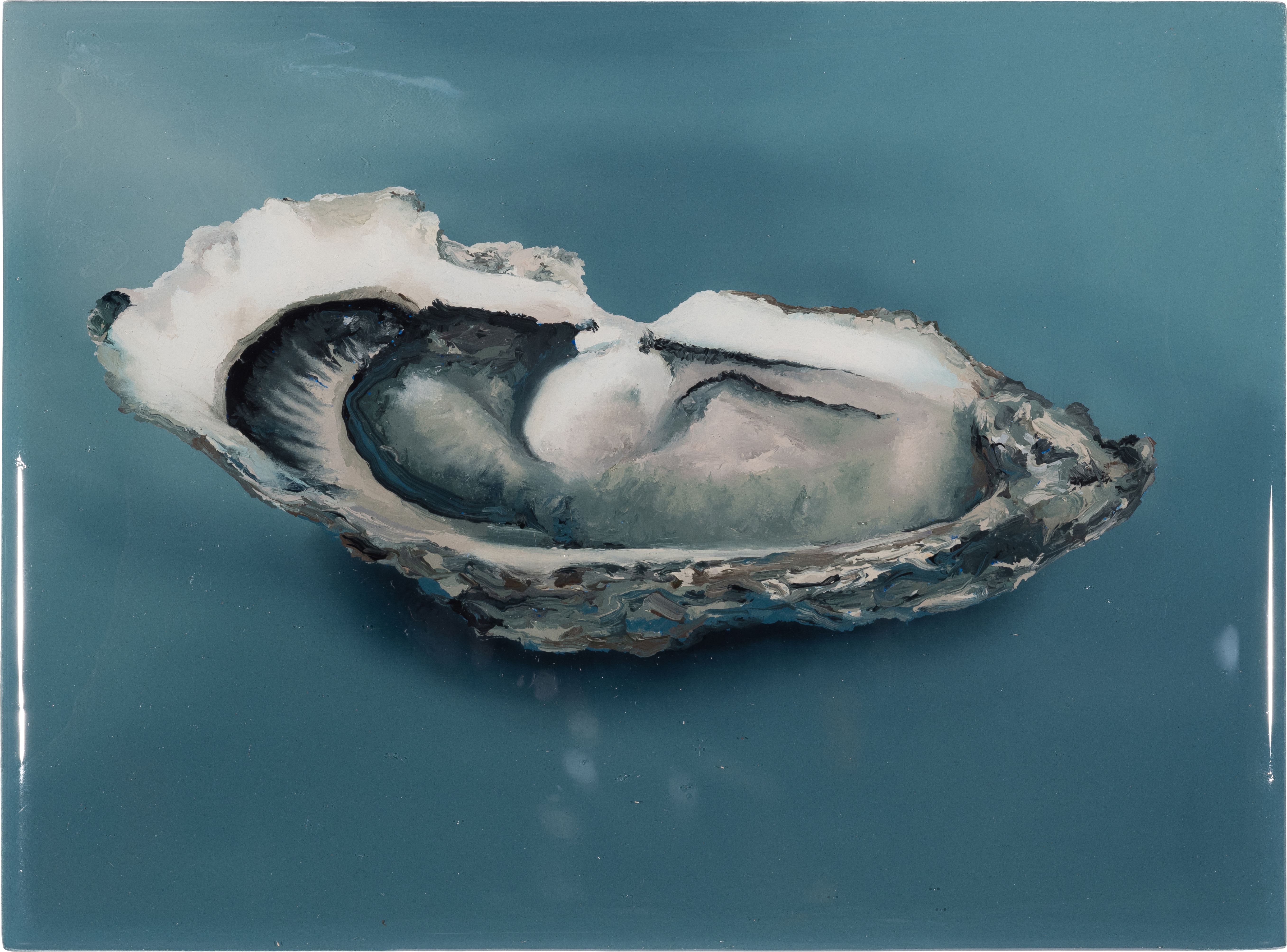
Oyster n°3, 2023 olieverf en epoxy op paneel

De Vos werkt haar schilderijen soms af met een laag transparante epoxy, die zorgt voor hevige reflectie, waardoor de kijker zichzelf ziet in de waarneming van het beeld. Met deze techniek maakte ze twee albums 'Black Mirror', waarin de werken als een soort zwarte spiegel verwezen naar de beeldscherm cultuur en 'Slow Club' als een oproep tot vertraging.
Tijdens de lockdown stopte ze met het gebruik van epoxy omdat De Vos net meer contact wou maken met de toeschouwer. Na de lockdown kwam epoxy sporadisch terug zoals in het jaarlijks voortgezet album "Oysters" waarmee ze in 2020 startte.
Aan de epoxy voegt ze soms pigmenten toe, waardoor de schilderijen er verkleurd uit zien.

#### Artificiële intelligentie
In het album "That I should above all things love myself" experimenteerde ze met vervormingen gegenereerd door artificiële intelligentie.

#### Spiegels
Het album ’Palindroom’, waarvoor Dominic van den Boogerd de begeleidende tekst voor de expositie in Gallery Sofie Van de Velde schreef, betekent spiegelschrift. Ze liet de schilderijen inhoudelijk met elkaar en met de toeschouwer spiegelen. 

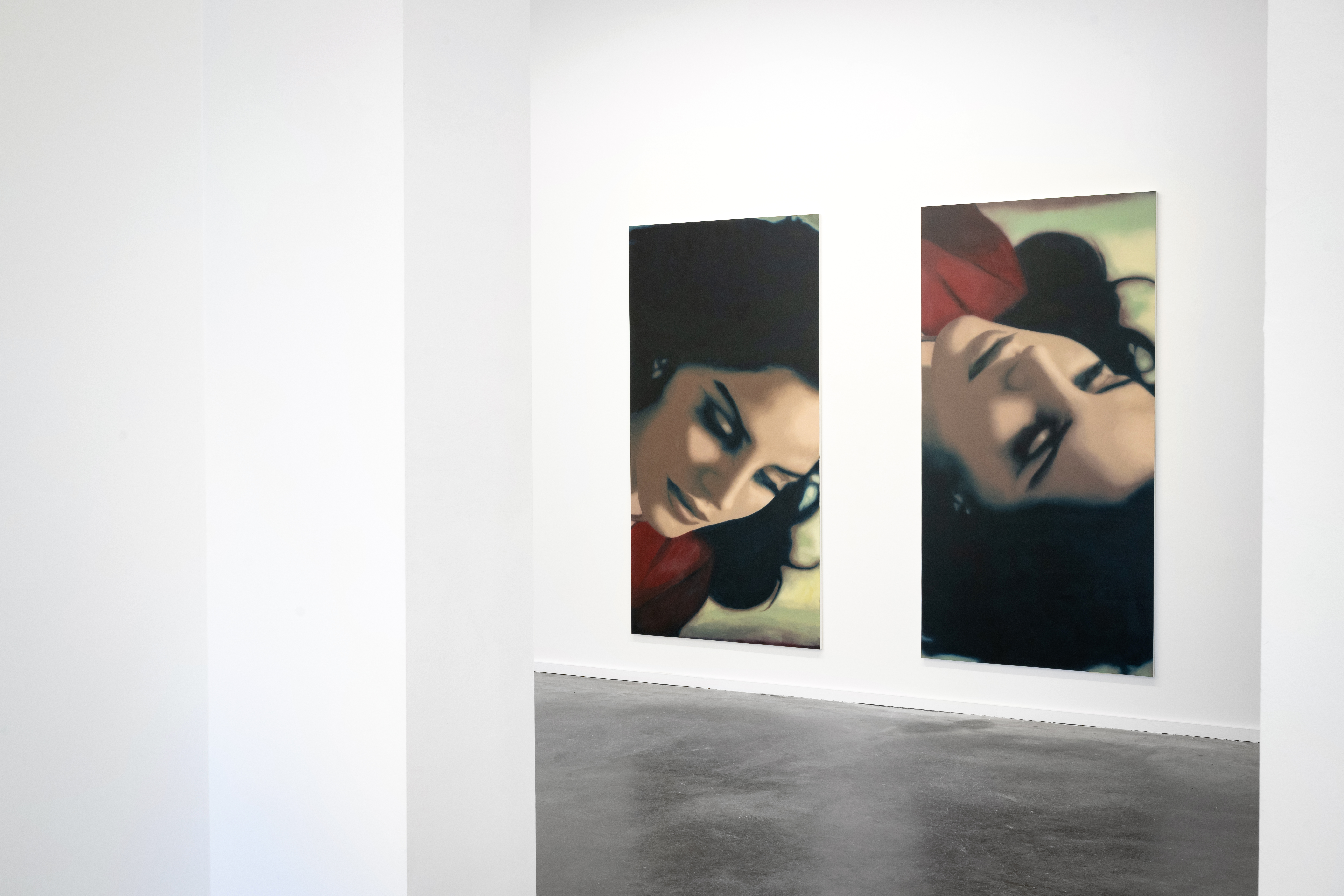
Palindroom, EVE, 2023

In haar tentoonstellingen betrekt ze steeds de expositieruimte in haar werk.
De Vos werkt gewoonlijk met olieverf op doek of op houten panelen. In 2016 maakte ze echter een album "Eglomise series" met achterglasschilderingen ("églomisés"), een omgekeerde techniek, waardoor de achtergrond pas als laatste geschilderd wordt op glas.

## Overzicht Albums
- Ark (2024)[20]
- That I should above all things love myself (2023-2024)[26]
- Palindroom (2022-2023)[27]
- 4 stars out of 5 (2021-2022)[28]
- Metamorphosis (2021-2022)[29]
- There were flowers that were dry (2021)[30]
- Oysters (jaarlijks project sinds 2020)[31]
- Slow Club (2019-2021)[32]
- Black Mirror (2017-2019)[33]
- Eglomise Series (2016-2017)[34]
- Paintings to myself when I’m 80 (2013-2015)[35]
- Cover (2011-2012)[36]
- Reflections (2010-2011)[37]
- I want U (2007-2009)[38]

## Boeken
Het kunstboek "Tutorial, meekijken over de schouders van Sarah De Vos" van Frederic De Meyer uit 2022 volgt het maakproces van ‘Tutorial’ uit het album “Metamorphosis". De serie omvat acht schilderijen van een oog dat van ongeschminkte staat evolueert naar een volledig opgemaakte vorm.
Het kunstboek "Sarah De Vos" geeft een overzicht van haar werken uit de periode van 2003 tot 2021 met teksten van Els Wuyts, Frank Maes en Frederic De Meyer.

## Musea en collecties
- Mu. Zee Oostende[13]
- Universitair Psychiatrisch Centrum Duffel[40]
- de Nederlandsche Bank[4]
- Ministerie van Buitenlandse Zaken (België)[19]

## Tentoonstellingen[21]
2024
- ARK, Gallery Sofie Van de Velde, Antwerpen
- DON’T THINK TWICE, IT’S ALL RIGHT, Gallery Sofie Van de Velde, Antwerpen
- Aesthetic Echoes, Plus One Gallery, Antwerpen
- Atelier in Beeld, Cas-co, Leuven
- SUPERFAN, Madé van Krimpen, Amsterdam

2023
- Art Antwerp, Gallery Sofie Van de Velde, Antwerpen
- Face Time, Plus One Gallery, Antwerpen
- Galadiner en benefietveiling, Museum Dhondt-Dhaenens , Sint-Martens-Latem
- 10 jaar Emergent, Emergent, Veurne
- ONBOARDS Biënnale 23, IN TOUCH, Antwerpen
- SECONDroom, Antwerpen
- Art Brussels, Sofie Van de Velde, Rotterdam
- #Frivool?, Kunstenhuis, Harelbeke
- PALINDROOM, Sofie Van de Velde, Antwerpen
- Art Rotterdam, Sofie Van de Velde, Rotterdam

2022
- De Schaar van de Schorpioen, Huis Henk Visch, Eindhoven
- VERBINDING(verbroken) / (dis)CONNECTED, UPC, Duffel
- 4 stars out of 5, Sofie Van de Velde, Wunderwall, Antwerpen
- Metamorphosis, Emergent, Veurne

2021
- (Pr)oxymoron, Knokke
- Boekpresentatie, M Leuven, Leuven
- A Golden Generation, Warp, Sint-Niklaas
- Trauma, Triënnale Brugge, Brugge
- Louise Dehem, Het Perron, Ieper
- Slow Club, Villa Josa/Galerie Short Cuts, Namen

2020
- Biënnale van de schilderkunst, Mudel, Deinze
- The painted picture show, White House Gallery, Lovenjoel
- Stimulans 20, Stimulans, Kortrijk
- Art Autun #2020 “Rien ne se perd, rien ne se crée, tout se transforme”, Autun, Frankrijk
- #VillaLesZéphyrs, Villa Les Zéphyrs, Westende
- Gaverprijs 2020, CC De Schakel, Waregem

2019
- de la tranquillité, Emergent, Veurne

2018
- Black Mirror, Art Gallery De Wael 15, Antwerpen
- Summer Perspective Duo, Summer Perspective Gallery, Knokke

2017
- Let yourself fall, Keizerberg Abdij, Leuven
- K1 Expo, WARP, Sint Niklaas
- Ceci n'est pas un paysage, Antwerpen

2015
- Art Contest, De Markten, Brussel
- Paintings to myself when I'm 80, Cas-co, Leuven
- A Belgian Politician, Marion de Cannière Art Space, Antwerpen

2013
- Time to Pretend, Leuven

2012
- Staying Long Enough Leaving On Time, Museum M, Leuven

2011
- Recollection, de Nederlandsche Bank, Amsterdam
- Psychopomp Councel, De Ateliers, Amsterdam
- Picasso in Paris, Van Gogh Museum, Amsterdam
- Shades of Grey, Tweebronnen, Leuven

2010
- Koninklijke Prijs Vrije Schilderkunst, Paleis, Amsterdam
- Prix Médiatine, de Médiatine, Brussel
- Gaverprijs, kunstcentrum De Schakel, Waregem

2009
- Belgian Paradise, 'Studio-Gallery Unit 4', Londen

2007
- Rinus Van de Velde, Roeland Huys & Sarah De Vos, CCDe Borre, Leuven